# 오토 조넨홀츠너

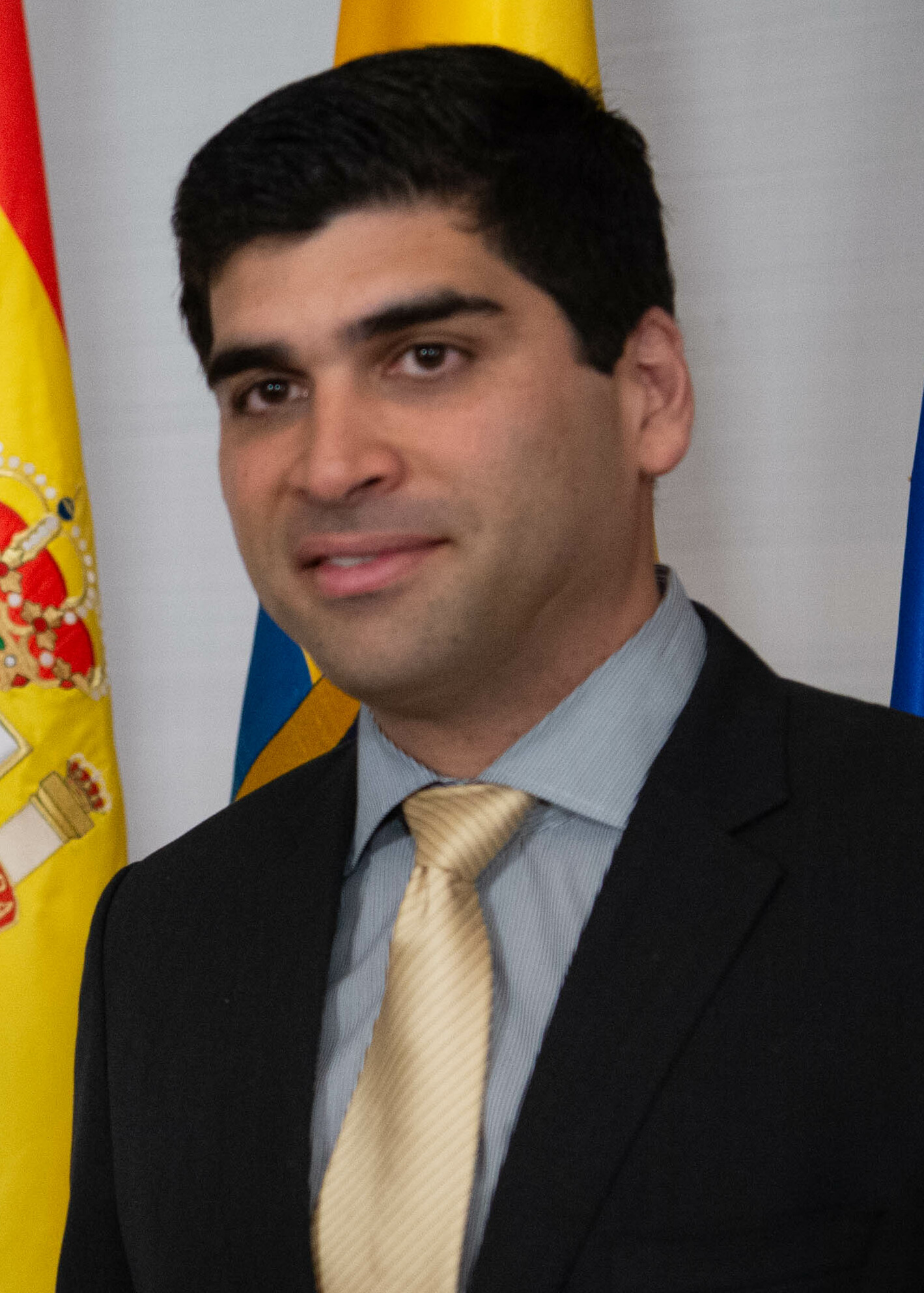

오토 라몬 조넨홀츠너 슈페어(스페인어: Otto Ramón Sonnenholzner Sper, 1983년 3월 19일 ~ )는 에콰도르의 라디오 방송인, 경제학자, 정치인으로 제50대 부통령직을 지냈다.

## 생애
1983년 3월 19일 과야킬에서 라몬 조넨홀츠너와 로세 엘레나 슈페어의 아들로 테어났다. 에콰도르, 독일, 스페인에서 사회통신국제경제학을 전공했으며, 이후 트로피카나 라디오]]의 국장 및 연설인, 에콰도르 방송인 협회(AER) 의장을 지냈다. 현재 과야킬 대학교에서 강사로도 활동 중이다.
부인 클라우디아 살렘 바라크와의 사이에 세 자녀를 두고 있다.
2018년 12월 마리아 알레한드라 비쿠냐가 사임한 이후, 레닌 모레노 대통령의 추천에 따라 국회는 조넨홀츠너를 새 부통령으로 선출했다.
2020년 7월 7일 과야킬에서 발생한 코로나19 사태의 책임을 지고 부통령직을 사퇴했다. 이 시기 모레노 대통령은 각종 부패 혐의에 연루되어 논란이 되고 있던 중이었다.

## 역대 선거 결과
| 선거명      | 직책명            | 대수 | 정당   | 득표율 | 득표수 | 결과 | 당락 |
| ----------- | ----------------- | ---- | ------ | ------ | ------ | ---- | ---- |
| 2018년 선거 | 에콰도르의 부통령 | 50대 | 무소속 | 73.44% | 94표   | 1위  |      |